# Soldat med brutet gevär
Soldat med brutet gevär är en roman av Vilhelm Moberg från 1944.

## Handling
Den handlar om Mobergs egna barndomsupplevelser, men tar också upp viktiga händelser, personer och debatter.
Romanen handlar också om hur man som ung påverkas av det omkring en, i det här fallet bland annat första världskriget.
I boken får man följa Valter Sträng, Mobergs alter ego, genom livet; när han börjar i backstugorna och tar sig långsamt uppåt, som politiskt aktiv, som journalist, som förälskad och så vidare. 
Romanen filmatiserades 1977 av SVT.